# Mohamed Abicha
Mohamed Abicha (* 16. Januar 1980 in Fès) ist ein marokkanischer Beachvolleyballspieler. Er ist amtierender Afrikameister (Stand: Juni 2024) und gewann diesen Titel bereits drei Mal.

## Karriere
Abicha nahm bereits 2004 und 2006 mit verschiedenen Partnern an Satellitenturnieren in Casablanca teil, blieb jedoch bei beiden Veranstaltungen sieglos. Auch bei den Agadir-Open 2011 konnte er kein Spiel gewinnen und die Olympiaqualifikation 2016 in Sochi, bei der er zum ersten Mal mit Zouheir Elgraoui antrat, blieb ebenfalls erfolglos. 2017 war er drei Mal mit dem Brasilianer Martinho Neto in Doha aktiv und wurde zwei Mal Dritter und stand ein weiteres Mal im Halbfinale. In der gleichen Saison gelang mit seinem Standardpartner der folgenden Jahre ebenfalls der Einzug ins Semifinale beim Ein-Stern-Event in Agadir. Kurz zuvor hatten die beiden zum ersten Mal die afrikanische Beachvolleyballmeisterschaft gewonnen und erfolglos an der Weltmeisterschaft teilgenommen. Zwei Jahre später gelang die Titelverteidigung bei den Kontinentalmeisterschaften. Bei der WM in Hamburg lief es wieder nicht so gut. Die Marokkaner blieben satz- und sieglos. Bei den All African Games ging es dagegen bis ins Endspiel. Von Mai bis September der Saison standen die beiden bei acht Wettbewerben auf der obersten Stufe des Podiums. Dies gelang ihnen jedoch nicht bei den  Olympischen Spielen 2021. Auch dort konnten sie keinen Satz gewinnen.
Bei der WM eine Spielzeit später startete Abicha mit Soufiane El Gharouti. Das Resultat blieb dasselbe wie bei den Welttitelkämpfen drei und fünf Jahre zuvor. Stattdessen zogen der Zweiundvierzigjährige und Elgraoui ins Achtelfinale des Challenge-Events in Agadir ein und erkämpften anschließend die dritte kontinentale Meisterschaft in Folge. Danach begann eine Serie von sieben Turniersiegen bei nationalen Veranstaltungen. Nach einer Pause von über einem Jahr startete der in Fès geborene Sportler bei der Weltmeisterschaft in Tlaxcala. Mit Oussama El Azhari gewann Mohamed Abicha am 23. Oktober den ersten Satz im ersten Spiel von Pool L gegen die Mexikaner Juan Virgen und Miguel Sarabia mit 27:25. Dies war für den Marokkaner der erste Satzgewinn nach drei vergeblichen Anläufen bei Welttitelkämpfen. Das änderte jedoch nichts am letzten Gruppenplatz des afrikanischen Beachduos. Nach dem Gewinn der All African Games mit El Gharouti sicherten der inzwischen vierundvierzigjährige Abicha und Zouheir Elgraoui als AVC Continental Cup Finalsieger ihrem Heimatland einen Startplatz bei den Olympischen Spielen. In Paris blieben die beiden wie auch schon bei den Spielen zuvor satz– und sieglos. Das täuscht etwas darüber hinweg, dass es bei zwei von drei Gegnern in der Vorrunde jeweils einen Satz gab, der zum Schluss sehr eng war. So stand es im Spiel gegen die damaligen Weltranglistenzweiten George / André im ersten Durchgang zwischenzeitlich 19:19, ehe eine erfolgreiche Challenge der Brasilianer zum 20:18 und letztendlich zum Satzgewinn führte. Gegen Partain / Benesh dauerte es hingegen im zweiten Satz bis zum 28:26, bevor die US-Amerikaner das Spiel endgültig für sich entscheiden konnten.